# Nasihudin Repovac
Nasihud(d)in-efendija Repovac či zkráceně jen Nasih Repovac (4. října 1891 Sarajevo, Bosna a Hercegovina – 24. května 1977 Sarajevo, Socialistická federativní republika Jugoslávie) byl bosenskohercegovský soudce a politik bosňáckého původu.

## Životopis
Narodil se do rodiny Ibrahima Repovce, pedagoga a jednoho z prvních muslimských intelektuálů v Bosně a Hercegovině, kteří se inspirovali soudobým evropským děním. Jeho matka Aiša byla dcerou hlavního mudarrise Gazi Husrev-begovu medresy a od roku 1882 reisu-l-ulemy Islámského společenství Mustafy Hilmi-efendiji Hadžiomeroviće.
V Sarajevu Nasihudin navštěvoval mekteb a základní školu. V roce 1913 absolvoval Šarí‘atskou soudní školu a poté se zapsal na studium práv v Budapešti. Vysokoškolský diplom vzhledem k dopadům první světové války nakonec získal v Záhřebu. Posléze získal místo soudce u Okresního a nato Okružního soudu v Sarajevu.
Honorárně vyučoval v Gazi Husrev-begově medrese. Roku 1934 se stal pověřeným vakufským ředitelem, vrchním správcem majetku nadací Islámského náboženského společenství Království Jugoslávie. Na tomto místě setrval až do roku 1936, přičemž od roku 1935 současně pracoval u Okresního soudu v Doboji.
Nejpozději v roce 1936 se stal členem hlavního výboru muslimského podpůrného spolku Gajret (Úsilí), který jinak podporoval vládnoucí režim v Jugoslávii a mezi muslimy pěstoval nekritické prosrbské cítění. Jeho postoje během německé invaze do Jugoslávie v dubnu 1941 nejsou známy, nicméně 2. října 1941 spolu s další stovkou předních muslimů podepsal tzv. Sarajevskou deklaraci kritizující nedávno ustavený ustašovský režim v Bosně a Hercegovině. Své názory však brzy korigoval a na jaře 1944 stanul v čele sarajevské radnice. Na postu starosty setrval nejspíš až do přelomu roku, ale bližší zprávy o tom nejsou k dispozici. Coby představitel Sarajeva se 18. srpna 1944 zúčastnil slavnostního otevření mešity v Záhřebu, která měla symbolizovat přátelství a blízkost muslimů s Chorvaty, nad níž převzal záštitu sám vůdce fašistického Nezávislého státu Chorvatsko. Oficiální dokumenty po roce 1945, kdy se moci v zemi na několik dekád chopili komunisté, Repovce v úřadu starosty nikde nezmiňují.